# NGC 6034
NGC 6034 est une vaste et lointaine galaxie elliptique située dans la constellation d'Hercule. Sa vitesse par rapport au fond diffus cosmologique est de 10 288 ± 7 km/s, ce qui correspond à une distance de Hubble de 151,7 ± 10,6 Mpc (∼495 millions d'al). NGC 6034 a été découverte par l'astronome américain Lewis Swift en 1886.
NGC 6034 présente une large raie HI. Selon la base de données Simbad, NGC 6034 est une radiogalaxie.
À ce jour, une mesure non basée sur le décalage vers le rouge (redshift) donne une distance d'environ 169,000 Mpc (∼551 millions d'al). Cette valeur est tout juste à l'extérieur des valeurs de la distance de Hubble. Notons cependant que c'est avec la valeur moyenne des mesures indépendantes, lorsqu'elles existent, que la base de données NASA/IPAC calcule le diamètre d'une galaxie et qu'en conséquence le diamètre de NGC 6034 pourrait être d'environ 54,0 kpc (∼176 000 al) si on utilisait la distance de Hubble pour le calculer.
NGC 6034 est un membre du superamas d'Hercule. Steinicke utilise la désignation DRCG 34-... pour plusieurs galaxies du superamas d'Hercule. Cette désignation indique que ces galaxies figurent au catalogue des amas galactiques d'Alan Dressler. Le nombre 34 correspond au 34e amas du catalogue, soit Abell 2151, et les chiffres suivant 34 et le tiret indiquent le rang de la galaxie dans la liste.
Pour NGC 6034, la base de données NASA/IPAC utilisent les désignations suivantes : 
- ABELL 2151:[D80] 007  pour le catalogue de Dressler ;
- ABELL 2151:[ZBO89] O1 ou ABELL 2151:[ZBO89] R1 pour le catalogue de Zhao, Burns et Owen[9] ;
- ABELL 2151:[MGT95] 019 pour le catalogue Maccagni, Garilli et Tarenghi[10] ;
- ABELL 2151:[FBD2002] c01 pour le catalogue de Fasano, Bettoni et D'Onofrio[11].